# Rejon karatuzski
Rejon karatuzski (ros. Карату́зский райо́н, Karatuzskij rajon) – rejon administracyjny i komunalny Kraju Krasnojarskiego w Rosji. Centrum administracyjnym rejonu jest wieś Karatuzskoje, której ludność stanowi 42,7% populacji rejonu. Został on utworzony 4 kwietnia 1924 roku.

## Położenie
Rejon ma powierzchnię 10 236 km² i znajduje się w południowej części Kraju Krasnojarskiego, granicząc na północny z rejonem kuragińskim, na wschodzie z Republiką Tuwa, na południu z rejonem jermakowskim, a na zachodzie z rejonem szuszyńskim i rejonem minusińskim.
Rejon usytuowany jest w kotlinie Minusińskiej w zlewisku rzeki Amył u stóp pasma górskiego Sajan Wschodni.

## Ludność
W 1989 roku rejon ten liczył 19 923 mieszkańców, w 2002 roku 18 795, w 2010 roku 16 032, a w 2011 liczba mieszkańców spadła do 15 940 osób.

## Podział administracyjny
Administracyjnie rejon  dzieli się na 14 sielsowietów.